# Mouhamed Faye
Pour les articles homonymes, voir Faye.
Mouhamed Faye, né le 5 février 2005 à Dakar, au Sénégal, est un joueur sénégalais de basket-ball.  

## Biographie
Repéré par le scout italien Andrea Menozzi à 16 ans, il rejoint l'Italie pour évoluer à Reggio d’Émilie. Il effectue deux saisons en  Serie A italienne pour des statistiques de 10,3 points à 66,3% aux tirs, 8 rebonds (4e rebondeur du championnat) et 1,5 contre (3e) par match en championnat d'Italie 2024-2025, pour 6,8 points à 61% aux tirs et 4,9 rebonds en Ligue des champions, avant de s'engager à l'été 2025 pour le Paris Basketball.